# 青地雄太郎

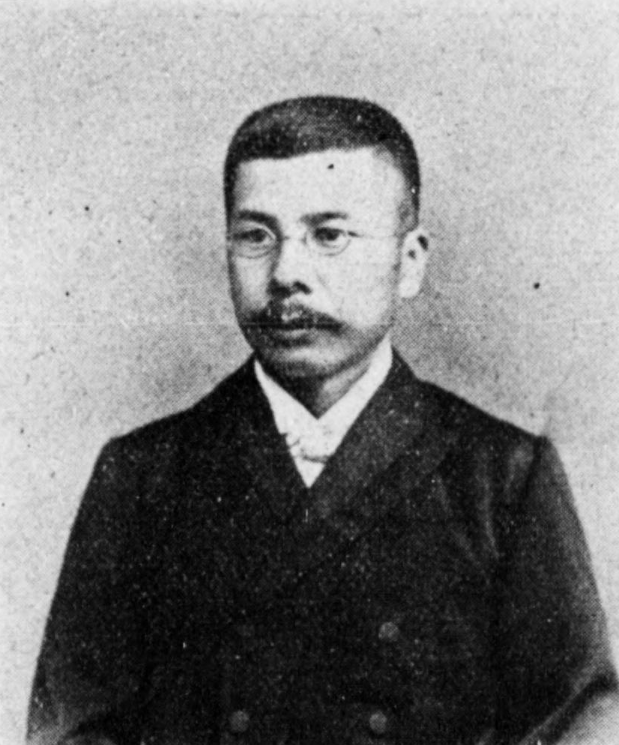
青地雄太郎

青地 雄太郎（あおち ゆうたろう、1865年5月25日（慶応元年5月1日） - 1926年（大正15年）12月24日）は、明治から大正時代の政治家。衆議院議員（4期）。

## 経歴
青地半三郎の長男として駿河国志太郡前島村（静岡県志太郡青島村、青島町を経て現藤枝市）に生まれる。1884年（明治17年）11月、家督を相続した。静岡中学校に学ぶ。静岡の朝陽義塾、掛川の冀北学舎を経て東京専門学校に入学し、1886年（明治19年）同校政治経済科を卒業する。1889年（明治22年）青島村初代村長に就任し、現在の東海道本線藤枝駅の青島への誘致、役場や学校の建設、伝染病予防のための隔離病舎の建設などに尽くした。ほか、地方金融の整備のため青島実業銀行（のち頭取）を創立し、物流集散のため青島運送合資会社を立ち上げた。この間、青島村会議員、志太郡会議員、同参事会員、徴兵参事員、学務委員、所得税調査委員などを務めた。
1902年（明治35年）8月の第7回衆議院議員総選挙では静岡県郡部から出馬し当選。のち立憲国民党に属し衆議院議員を通算4期務めた。1915年（大正4年）政界を引退し実業界で活躍した。藤枝駅前に銅像が立つ。

## 栄典
勲章等
- 1906年（明治39年） - 勲四等旭日小綬章[3]
- 1916年（大正5年） - 勲三等瑞宝章[3]